# Leonard Jimmie Savage
Leonard Jimmie Savage (20 de noviembre de 1917 – 1 de noviembre de 1971) fue un matemático estadounidense especializado en estadística. Su obra más conocida es del año 1954 y se titula Foundations of Statistics (Fundamentos de estadística) en el que introduce ciertos elementos sobre la teoría de la decisión. en su obra menciona y elabora subjetividad de la utilidad esperada estableciendo las bases de la inferencia bayesiana y sus aplicaciones a la teoría de juegos. Leonard estuvo como ayudante de John von Neumann, el científico que construyó el primer computador electrónico. Muchas de las teorías de Savage se aplican en la actualidad en diversos campos de la matemática financiera. Una de las aportaciones de este autor se denomina ley Hewitt–Savage para los eventos simétricos.